# Dysstroma bicolor
Dysstroma bicolor là một loài bướm đêm trong họ Geometridae.